# Policia autonòmica

En color més fosc, les comunitats amb policia autonòmica independent.

La policia autonòmica és, a l'estat espanyol, la policia de les comunitats autònomes (CCAA) que tenen una policia independent, i no depenen de forma directa del Cos Nacional de Policia. Aquests cossos de policia substitueixen bona part de les funcions del Cos Nacional de Policia i de la Guàrdia Civil en la comunitat autònoma (seguretat ciutadana, ordre públic, jocs i espectacles públics i trànsit). La resta de competències policials són exclusives de les FCSE (armes i explosius, aigües territorials, DNI i passaport, fronteres, conducció de presos, seguretat aeroportuària) o compartides (policia judicial, terrorisme, seguretat privada, protecció d'infraestructures crítiques, etc). Els comandaments dels cossos de policia de les CCAA son designats per les autoritats competents de la Comunitat Autònoma, mitjançant promoció interna.
Així mateix, la seguretat pública és competència exclusiva de l'Estat, i que les competències assumides per les CCAA són per delegació d'aquestes competències.

## Policies autonòmiques independents del CNP

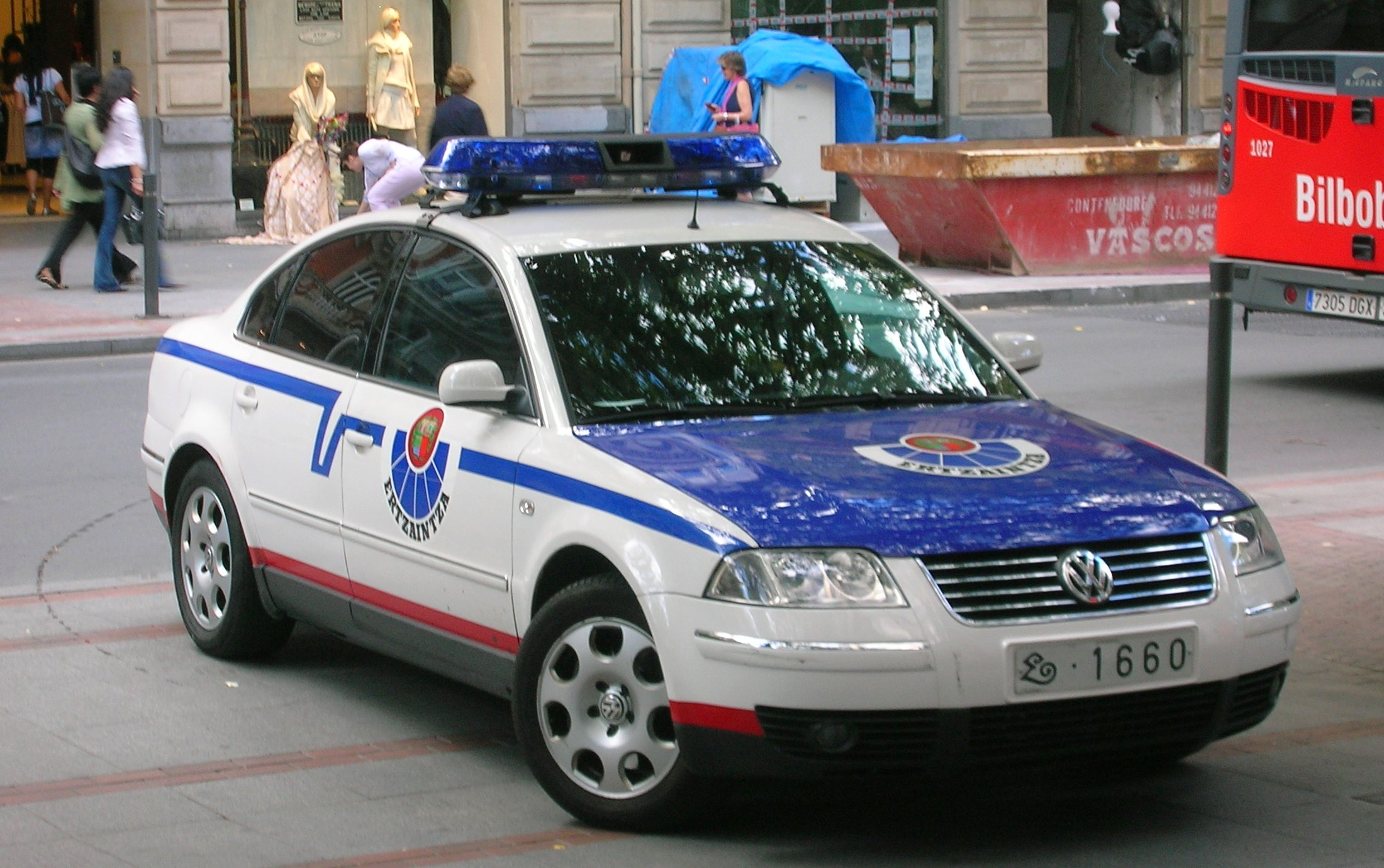
Vehicle de l'Ertzaina a Bilbao.

### Substitutives

#### Ertzaintza
L'Ertzaintza és la policia autonòmica integral del País Basc (Euskal Herria). Va ser creada en 1982 amb Carlos Garaikoetxea com a lehendakari, en desenvolupament de l'Estatut d'Autonomia del País Basc de 1979. És hereva de la policia que fou constituïda pel Govern d'Euzkadi durant la Guerra Civil espanyola. S'anomena ertzaina ('cuidador del poble') a cadascun dels 8.000 agents del cos i ertzain etxea ('la casa dels ertzaines') a la comissaria.

En l'actualitat, gairebé el 90 % dels agents són homes. La policia basca disposa de 25 comissaries repartides en les diferents comarques basques, així com diferents oficines d'atenció al públic com la de l'Aeroport de Bilbao (Loiu, Biscaia) i les del centre de les capitals.

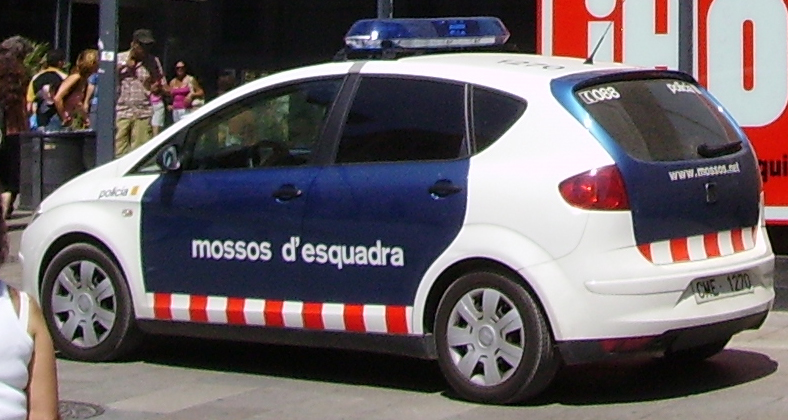
Unitat mòbil dels Mossos.

Actualment l'Ertzaintza té totes les competències en matèria d'ordre públic, seguretat ciutadana, trànsit, joc i espectacles del País Basc. També exerceix tasques de lluita antiterrorista, policia judicial, recerca i rescat. El cos depèn del Departament de Seguretat del Govern Basc. La responsable del departament de seguretat del govern basc és Estefanía Beltrán d'Heredia.

#### Mossos d'Esquadra

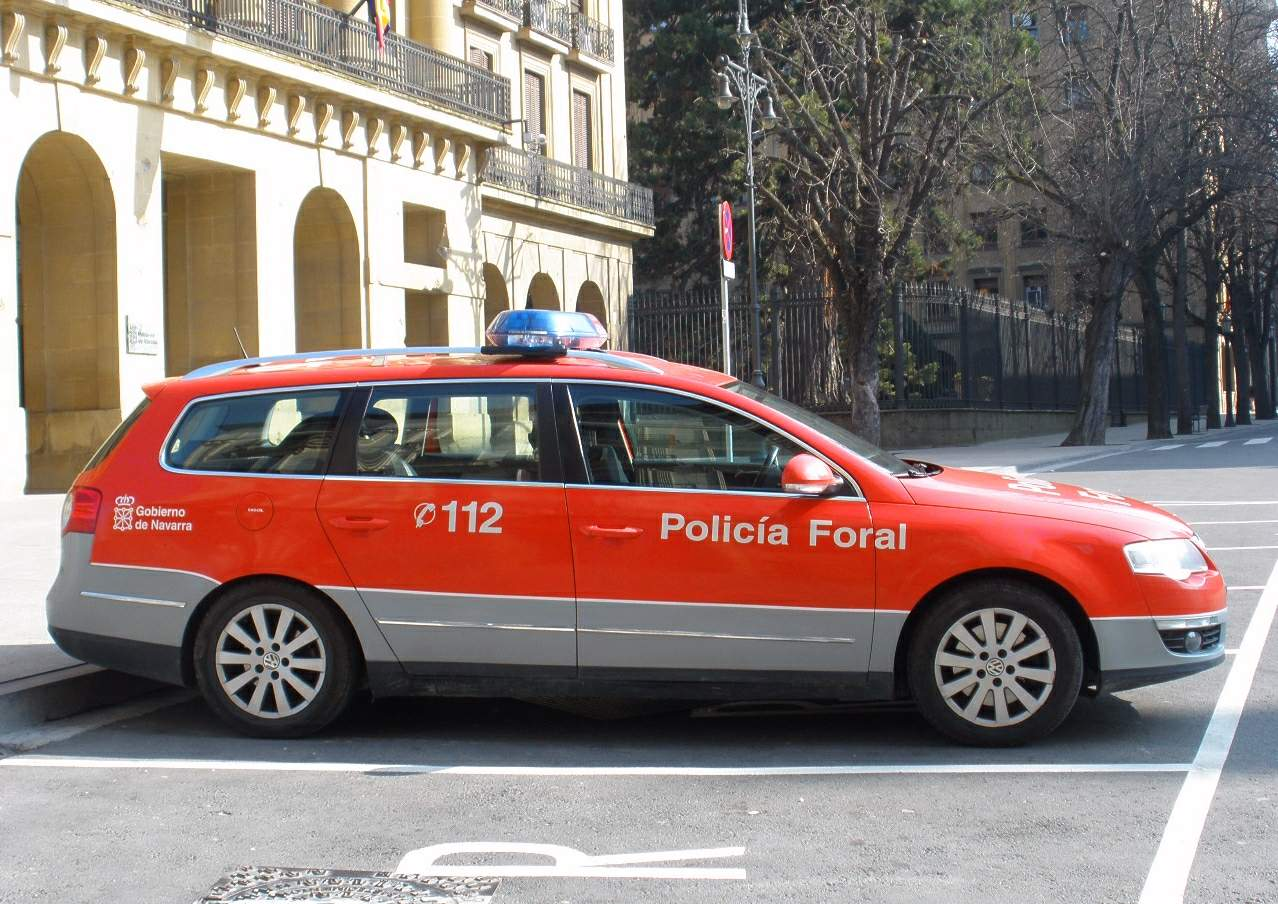
Cotxe de la Policia Foral amb la nova retolació.

Els Mossos d'Esquadra (en català i oficialment: Policia de la Generalitat de Catalunya - Mossos d'Esquadra) és la policia autonòmica de Catalunya (Espanya), van ser creats com a Esquadres de Paisans Armats amb la finalitat de mantenir l'ordre públic en substitució del somatent i acabar amb els reductes de miquelets partidaris de l'Arxiduc Carles, aquest cos va ser legalitzat per un reial decret del Capità General de Catalunya datat el 24 de desembre de 1721, refundada, com a cos policial amb competències de policia integral, en 1983 pel Parlament de Catalunya mitjançant la Llei 19/1983, de 14 de juliol (per la qual es crea la Policia Autonòmica de la Generalitat de Catalunya).

### Complementàries
Aquests cossos de policia no substitueixen del tot al Cos Nacional de Policia ni a la Guàrdia Civil, sinó que formen un cos de policia addicional per a la comunitat autònoma. Això sí, en el cas d'Euskadi i Catalunya, tenen assumides un gran nombre de competències cedides per l'Estat i que les realitzen en solitari.

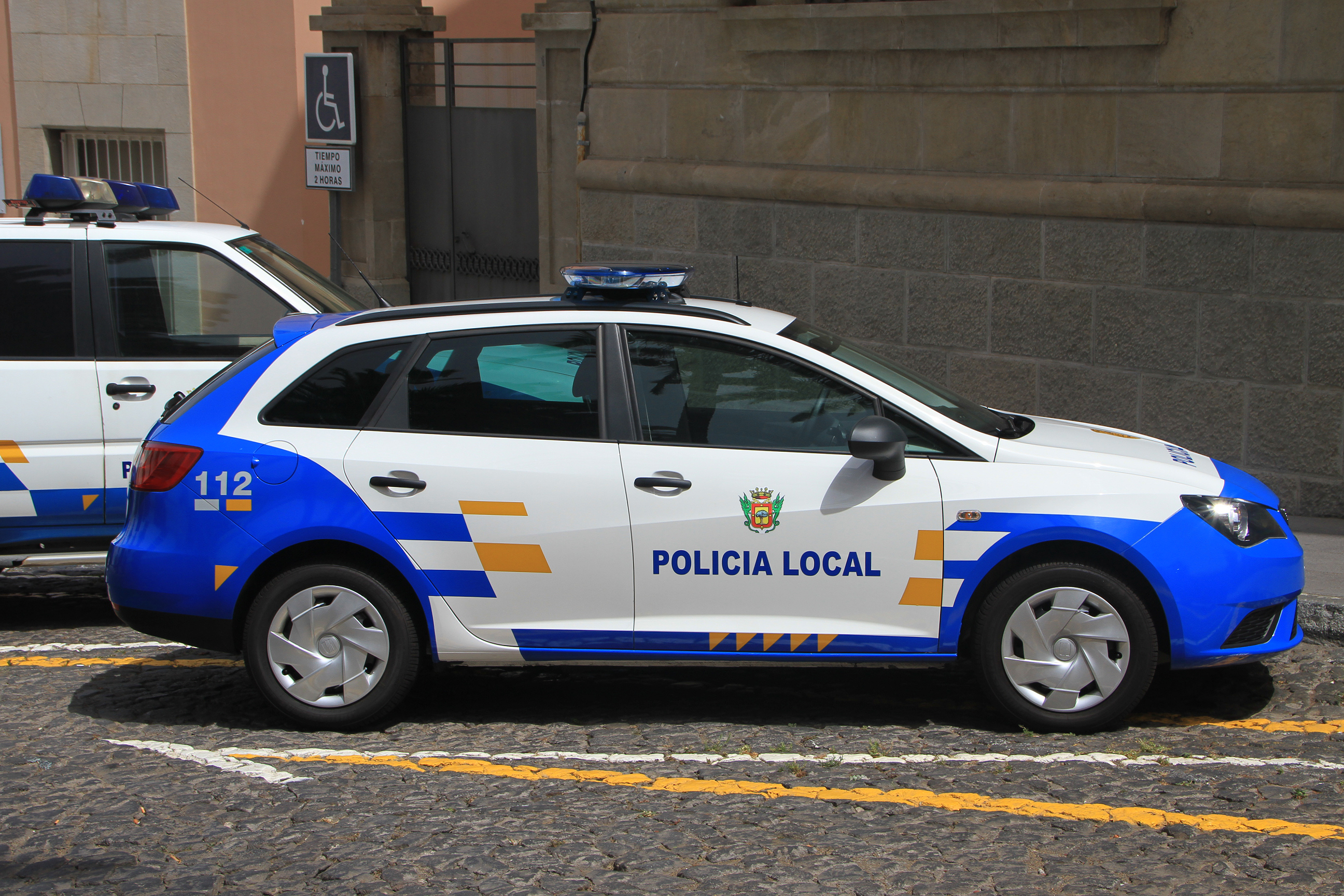
Cotxe de la Policia local de La Orotava.

#### Policia Foral de Navarra
La Policia Foral de Navarra (Foruzaingoa en basc) és la policia integral autonòmica de la Comunitat Foral de Navarra. Va ser creada per la Diputació Foral de Navarra en 1928, inicialment amb el nom de Cos de Policia de Carreteres. El cap del cos és Torcuato Muñoz Serrano, i compta amb més de 1000 agents en l'actualitat (2011).

#### Cos General de la Policia Canària

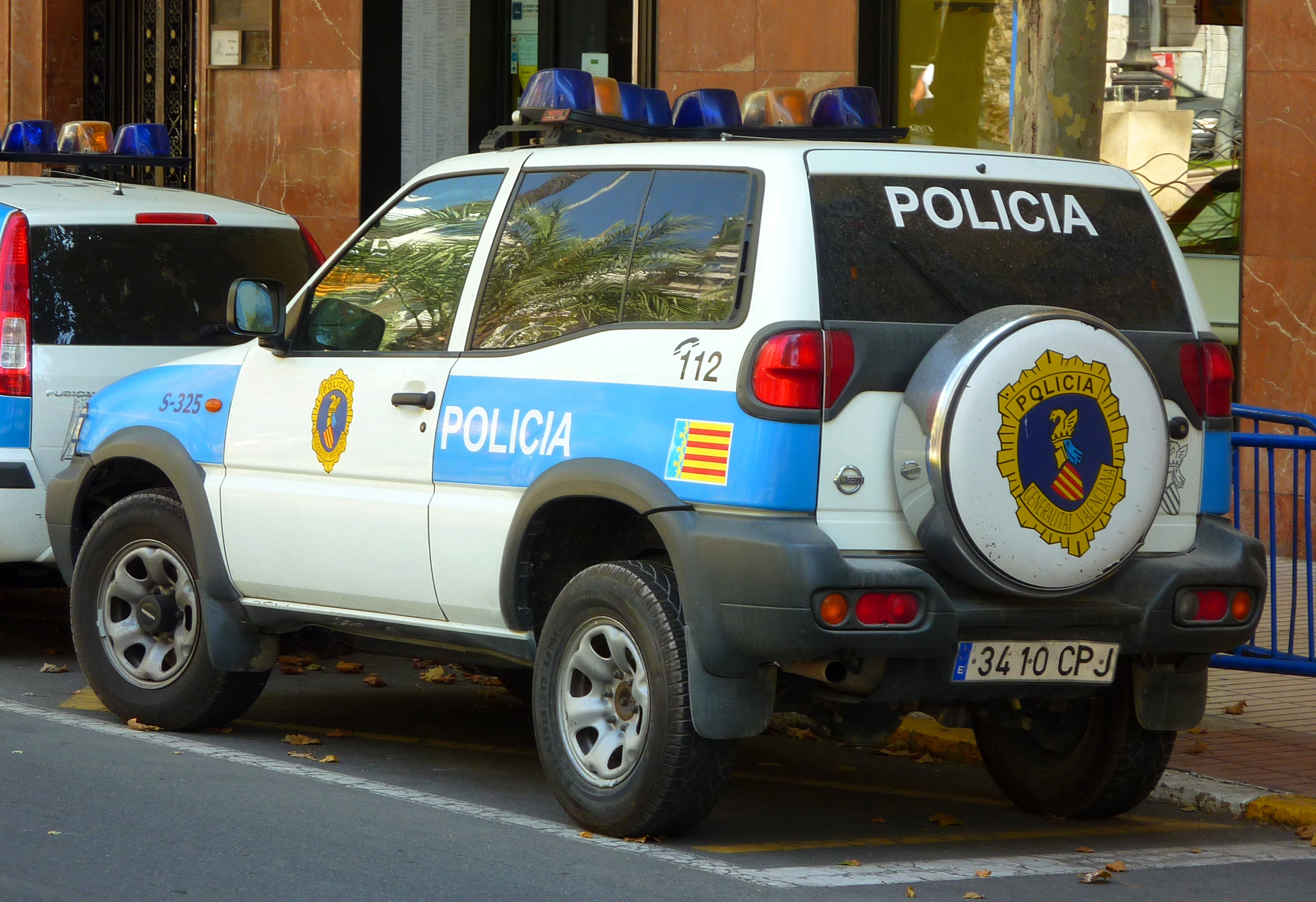
Vehicle de la Policia de la Generalitat.

El Cos General de la Policia Canària (CGPC) és la policia depenent de la Comunitat Autònoma de Canàries. El terme Policia canària, com específica l'article 4 de la llei 2/2008 de 28 de maig, del cos General de la Policia canària, que engloba tant al CGPC com als cossos de les policies locals de Canàries. Actualment està format per 100 agents i tenen com a funcions principals, entre d'altres, la vigilància i protecció de persones, la inspecció de les activitats sotmeses a l'ordenació de la CCAA, protegir el medi ambient, turisme, transport terrestre, patrimoni cultural, i menors

## Policies autonòmiques adscrites al CNP

### Policia de la Generalitat

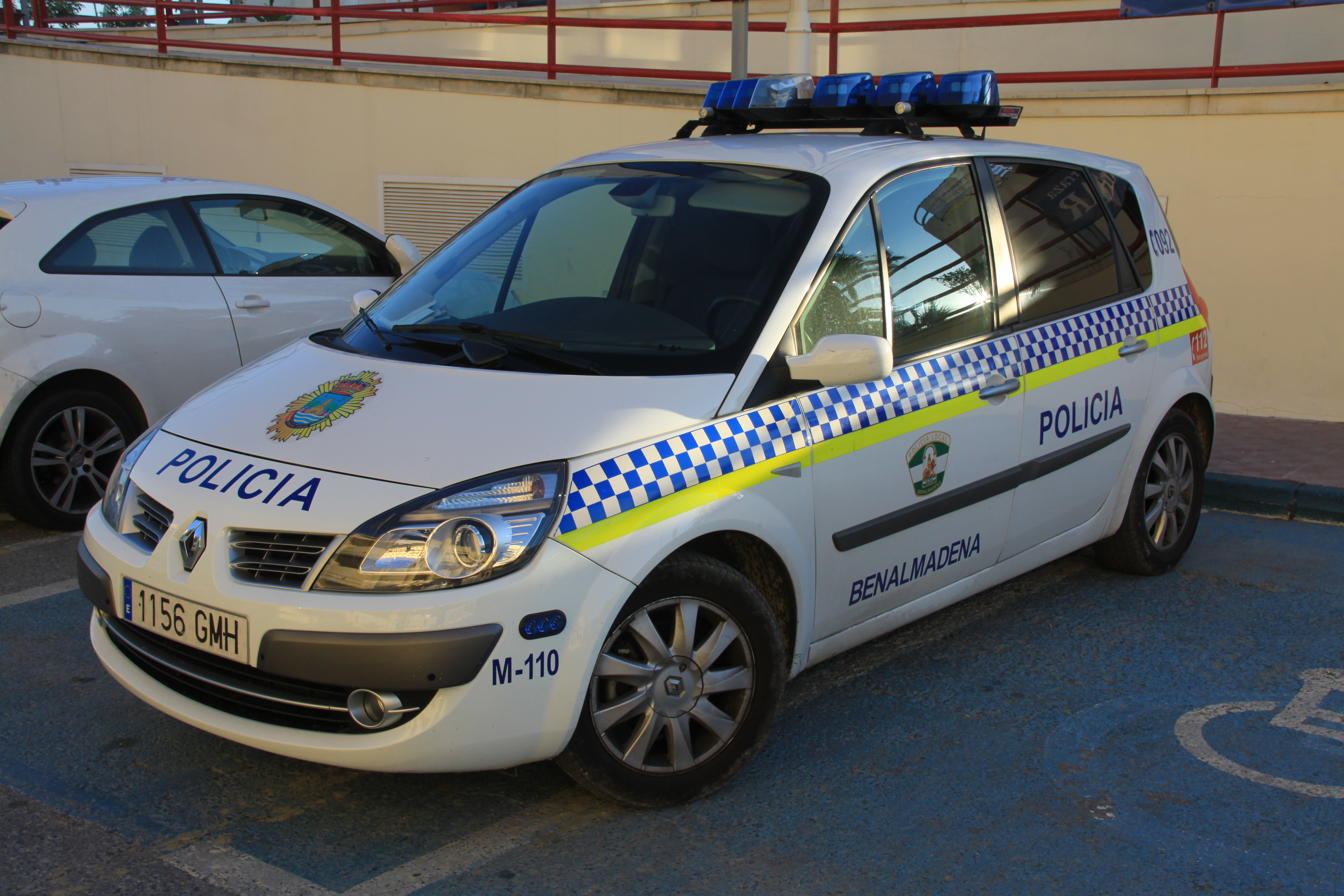
Cotxe de la Policia local de Benalmádena.

La Policia de la Generalitat, també anomenada com la Unitat del Cos Nacional de Policia adscrita a la Comunitat Autònoma de la Comunitat Valenciana o simplement Policia Autonòmica Valenciana és una unitat de Policia Autonòmica que pertany orgànicament al Cos Nacional de Policia d'Espanya i que està assignada funcionalment a la Comunitat Valenciana. Va entrar en funcionament l'any 1993 i actualment disposa d'uns 500 agents, dels quals 350 estan a la província de València, i la resta a parts iguals a Alacant i Castelló, és a dir, 75 agents en ambdues províncies.

### Unitat de Policia de la Comunitat Autònoma d'Andalusia

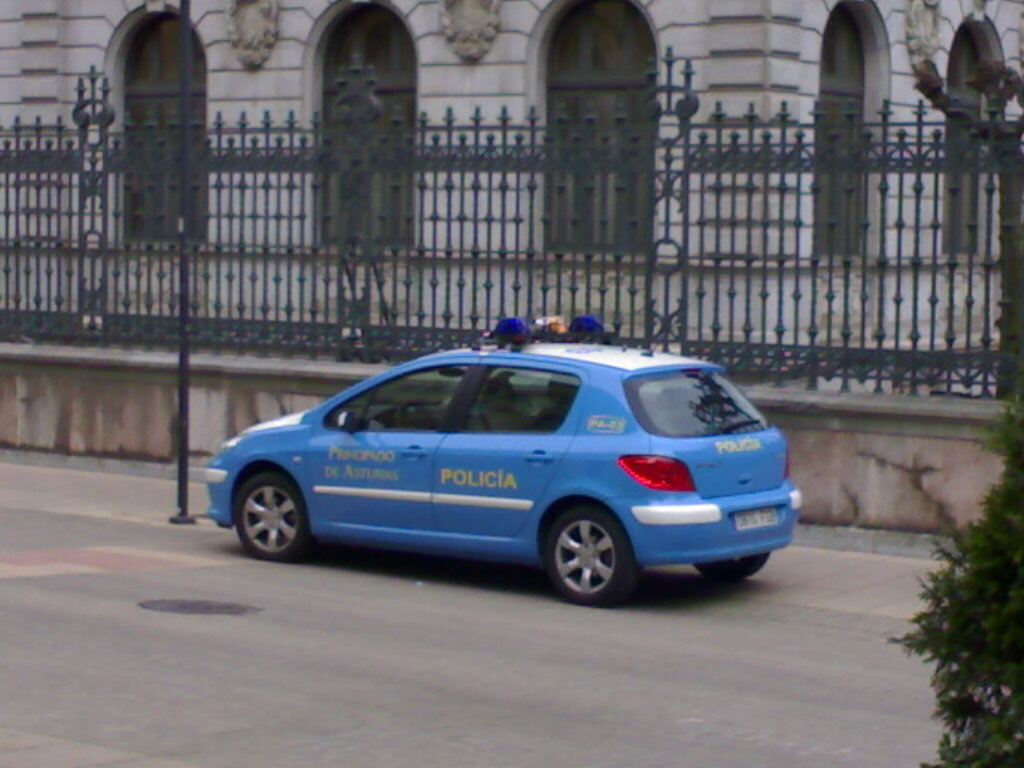
Vehicle de la policia adscrita al Principat.

La Unitat de Policia de la Comunitat Autònoma d'Andalusia, també anomenada Unitat del Cos Nacional de Policia adscrita a la Comunitat Autònoma d'Andalusia, és una unitat de la Policia Nacional d'Espanya, dependent orgànicament del Ministeri de l'Interior d'Espanya, a través de la Direcció General de la Policia i, de manera funcional, de la Conselleria de Governació de la Junta d'Andalusia. No és per tant una Policia autonòmica tal com són els casos dels Mossos d'Esquadra, l'Ertzaintza, la Policia Foral de Navarra o la Policia Canària.
La uniformitat de la Unitat és la pertanyent al Cos Nacional de Policia, portant sobre la peça exterior de l'uniforme, en el braç dret i en la peça de cap, un emblema amb l'escut d'Andalusia de dimensions reglamentàries. No obstant això, té variants a aquest uniforme per a l'acompliment de les seves funcions a l'àrea de medi ambient.

### Unitat de Policia Adscrita del Principat d'Astúries

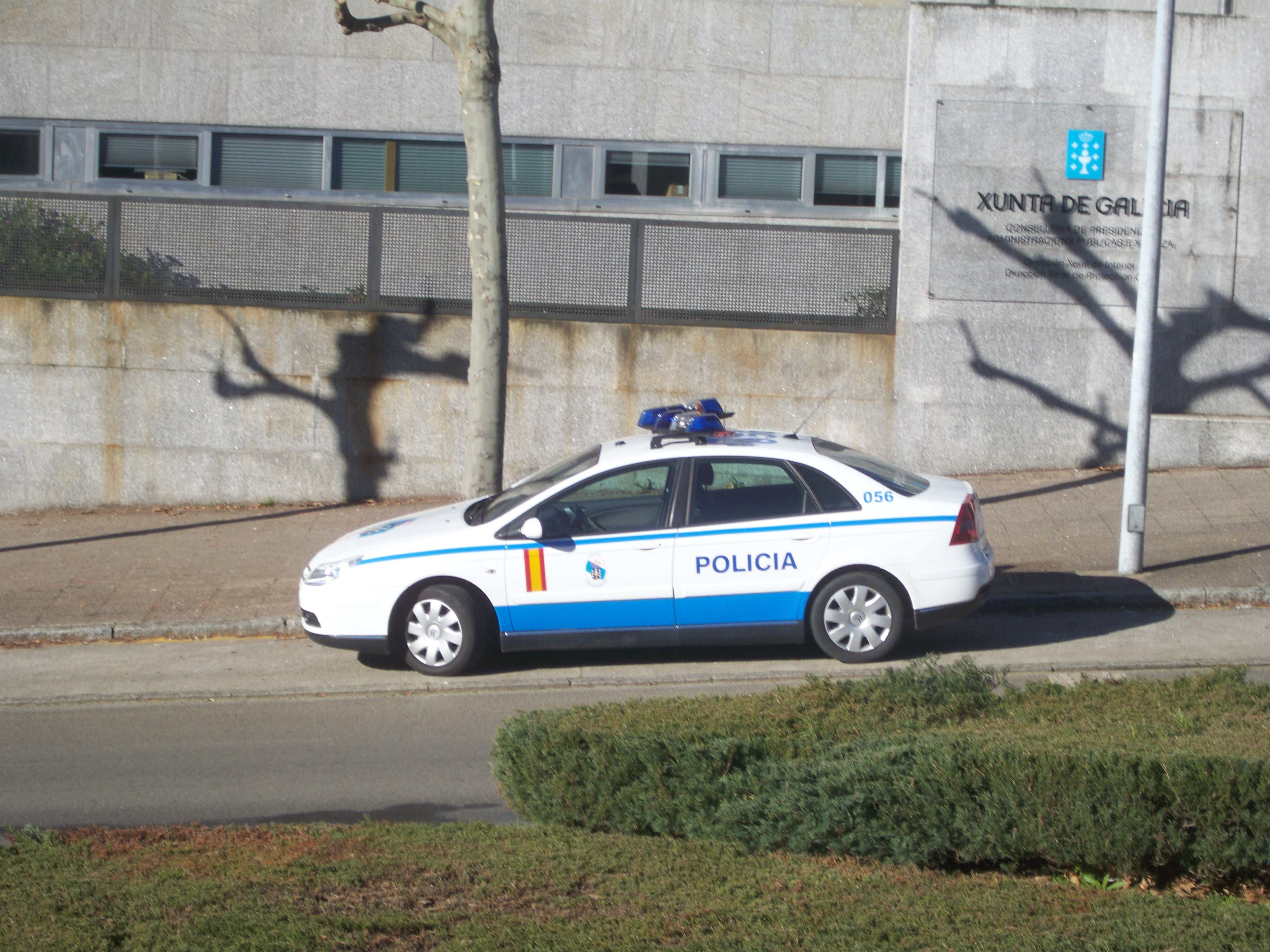
Vehicle de la Policia Autònoma de Galícia.

La Unitat de Policia Adscrita del Principat d'Astúries és una unitat de Policia que pertany orgànicament al Cos Nacional de Policia d'Espanya i que està assignada a la Comunitat Autònoma del Principat d'Astúries. No és per tant una Policia autonòmica tal com són els casos dels Mossos d'Esquadra, l'Ertzaintza, la Policia Foral de Navarra o la Policia Canària. Va entrar en funcionament al novembre de 2006.
Les seves missions són la custòdia d'edificis pertanyents al Principat, l'escorta de personalitats, la coordinació i control de les funcions de seguretat assignades a les empreses de seguretat privada i la inspecció i control del joc.

Els uniformes de la unitat adscrita són idèntics a la resta de policies del cos nacional, encara que porten insígnies distintives del Principat d'Astúries: la bandera en el braç dret i l'escut en la gorra. Els deu vehicles que posseeixen també són de diferents colors als del cos nacional.

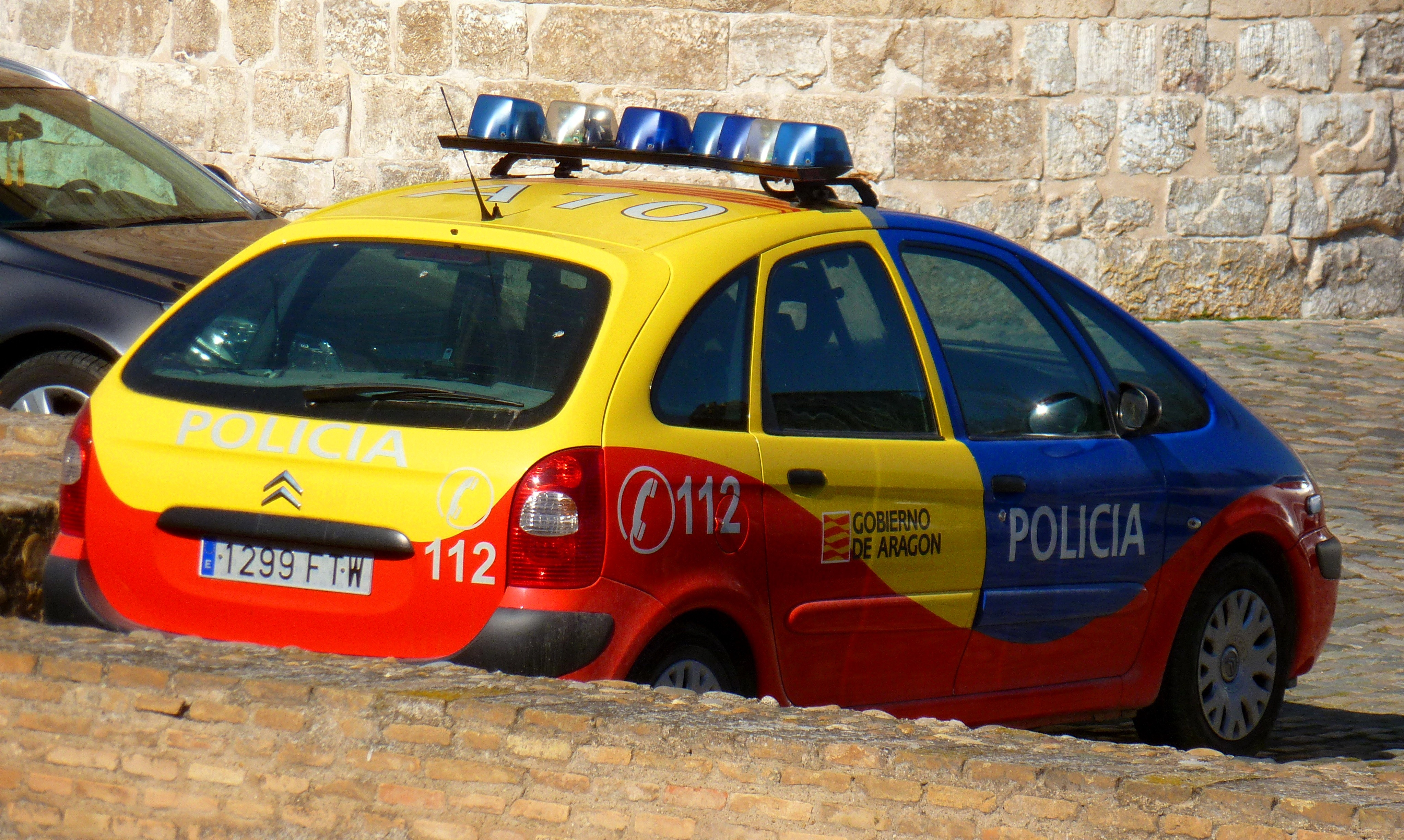
Citroën Xsara Picasso de la Unitat del Cos Nacional de Policia adscrita a la Comunitat Autònoma d'Aragó.

### Unitat de Policia Autònoma de Galícia
La Unitat de Policia Autònoma de Galícia és una unitat del Cos Nacional de Policia adscrita a la Comunitat Autònoma de Galícia (Espanya). No és per tant una Policia autonòmica tal com són els casos dels Mossos d'Esquadra, l'Ertzaintza, la Policia Foral de Navarra o la Policia Canària.
Depèn orgànicament de la Direcció General de la Policia (DGP) i de la Guàrdia Civil (Ministeri de l'Interior) i funcionalment de la Direcció general d'Emergències i Interior de la Junta de Galícia, segons les previsions de l'article 25.27 de l'Estatut d'Autonomia de Galícia. La seva Prefectura està a Santiago de Compostel·la.
Quan va ser creada, el 19 de juny de 1991, disposava d'uns 300 agents, sent 407 en 2006. Els plans de la Junta en 2004 consistien que el nombre d'agents arribés a 500 abans de 2007, la meitat dels quals s'ocuparia de funcions de vigilància del tràfic. Actualment hi ha 680 guàrdies civils ocupant-se d'aquestes tasques en la comunitat, que rebran l'oferta d'incorporar-se al cos autonòmic.
D'altra banda, l'actual govern de la Junta pretén que la policia autonòmica assumeixi les mateixes competències que altres policies autonòmiques espanyoles, sobretot referent a les activitats de policia judicial i de seguretat ciutadana.

### Unitat de Policia Autònoma d'Aragó
La Unitat del Cos Nacional de Policia adscrita a la Comunitat Autònoma d'Aragó és una unitat de Policia que pertany orgànicament al Cos Nacional de Policia d'Espanya i que està assignada a la Comunitat Autònoma d'Aragó. No és per tant una Policia autonòmica tal com són els casos dels Mossos d'Esquadra, l'Ertzaintza, la Policia Foral de Navarra o la Policia Canària. Va entrar en funcionament al maig de 2005.
Les seves missions són la custòdia d'edificis pertanyents a la Comunitat Autònoma, l'escorta de personalitats, la coordinació i control de les funcions de seguretat assignades a les empreses de seguretat privada i la inspecció i control del joc.
Els uniformes de la unitat adscrita són idèntics a la resta de policies del cos nacional, encara que porten insígnies distintives d'Aragó: un emblema amb el logotip institucional de la Diputació General d'Aragó en el braç dret i l'escut en la gorra. Els deu vehicles que posseeixen també són de diferents colors als del cos nacional.

## Les altres Comunitats Autònomes
Les Comunitats Autònomes que ni tenen una policia autonòmica independent, ni posseeixen una policia autonòmica adscrita al Cos Nacional de Policia, són: Balears, Cantàbria, Castella i Lleó, Castella-la Manxa, Extremadura, Comunitat de Madrid, Regió de Múrcia i La Rioja. També les Ciutats Autònomes de Ceuta i Melilla depenen directament del Cos Nacional de Policia.